# Ranko Popović
Ranko Popović (sinh ngày 26 tháng 6 năm 1967) là một huấn luyện viên và cựu cầu thủ bóng đá người Serbia.

## Sự nghiệp Huấn luyện viên
Ranko Popović đã dẫn dắt Oita Trinita, FC Machida Zelvia, FC Tokyo, Cerezo Osaka, Zaragoza và Buriram United.